# Kanani Danielson
Kanani Danielson (Honolulu, 2 febbraio 1990) è una pallavolista statunitense.
Gioca nel ruolo di schiacciatrice nella Lokomotiv Bakı Voleybol Klubu.

## Carriera
La carriera di Kanani Danielson inizia a livello scolastico con la Kamehameha Schools. Dal 2008 al 2011 gioca per la University of Hawaii at Manoa, ricevendo anche alcuni riconoscimenti individuali, nonostante la sua squadra non vada oltre la qualificazione ad una finale-four nell'edizione 2009. Nella stagione 2012-13 inizia la carriera professionistica con le Toyota Queenseis nella V.Premier League giapponese, ricevendo il premio di miglior realizzatrice; al termine della stagione successiva conquista il Torneo Kurowashiki, ricevendo anche il premio di MVP.
Nella stagione 2015-16 approda alla Lokomotiv Bakı Voleybol Klubu, nella Superliqa azera.

## Vita privata
Nel 2008, appena è stato legalmente possibile, ha cambiato il proprio cognome da Herring a Danielson, per onorare il padrigno, William Danielson, in quanto riconosce in lui l'uomo che l'ha cresciuta e al quale pensa come padre.

## Palmarès

### Club
- Torneo Kurowashiki: 1

2014

### Premi individuali
- 2008 - Division I NCAA statunitense: Fort Collins All-Tournament Team
- 2008 - AVCA All-America Third Team
- 2009 - Division I NCAA statunitense: Palo Alto Regional MVP
- 2009 - AVCA All-America First Team
- 2010 - AVCA All-America First Team
- 2011 - Division I NCAA statunitense: Honolulu Regional All-Tournament Team
- 2011 - AVCA All-America First Team
- 2013 - V.Premier League giapponese: Miglior realizzatrice
- 2014 - Torneo Kurowashiki: MVP
- 2014 - Torneo Kurowashiki: Sestetto ideale